# Rosalva Luna
Rosalva Yazmín Luna Ruiz (Los Mochis, ...) è una modella messicana, incoronata Miss Messico Universo 2004 in rappresentanza della regione di Sinaloa. Rosalva Luna Ruiz ha anche rappresentato il Messico a Miss Universo 2004, concorso tenutosi a Quito in Ecuador, dove Luna si è classificata dietro Jessica Rodríguez, Miss Panamá nella competizione per la fascia di Best National Costume. Il 1º giugno 2004, si è classificata fra le quindici finaliste finali del concorso.